# Shrek!
Shrek! je obrázková kniha z roku 1990 napsaná a ilustrovaná Williamem Steigem. Kniha pojednává o mladém zlobrovi, který nalezne zlobřici svých snů poté, co se vydá do světa. Jméno „Shrek“ pochází z výrazu „schreck/shreck“ z němčiny a jidiš, který znamená „strach, teror“. Kniha posloužila jako námět k filmové sérii Shrek.

## Zápletka
Kniha sleduje život Shreka, zlobra, který je vyhozen z domu, aby našel svůj vlastní život. Když se bezcílně potuluje, čarodějka mu předpoví, že najde pravou lásku poté, co vykoná dlouhou cestu. Na konci si vezme zlobří princeznu, škaredější, než je on sám.